# 剛果自由邦
5°51′S 13°03′E / 5.850°S 13.050°E
剛果自由邦，也被称为刚果独立国（法語：État indépendant du Congo），从1885年到1908年是中非的一个大国家。它被比利时君主利奥波德二世私人拥有（他是比利时的立宪君主，因此这并不意味着这块地属于比利时政府）。利奥波德在柏林西非会议上说服其他欧亚国家，表示他会参与人道主义和慈善工作，不会对贸易征税，从而获得了该会议的支持。通过刚果国际协会，利奧波德得以宣称对刚果盆地的大部分地区拥有主权。1885年5月29日，在柏林会议结束后，利奧波德宣布他计划将他的属地命名为“刚果自由邦”；这个名称在柏林会议上尚未使用，并于1885年8月1日正式取代了“刚果国际协会”。刚果自由邦是一个独立于比利时的国家，其政府由利奥波德二世私人控制，但他从未亲自访问过刚果。
剛果自由邦包括现在刚果民主共和国的整个地区，从1885年到1908年存在；后来迫于国际压力，该国被交予比利时政府。
利奥波德二世在刚果的统治，最终因对当地人犯下的暴行而声名狼藉。利奥波德二世的自由邦从上刚果盆地提取象牙、橡胶和矿物，通过一系列国际特许公司向世界市场出售，尽管它在该地区的表面目的是提升当地人民的生活水平和开发该地区。在利奥波德二世的统治下，刚果自由邦成为20世纪初最大的国际丑闻之一。英国领事罗杰·凯斯门特的《凯斯门特报告》，导致了对1903年一次收集橡胶远征中杀人事件负责的官员遭到逮捕和惩罚。
刚果民众的大量死亡和比利时殖民者的暴行，激发了约瑟夫·康拉德的小说《黑暗的心》等文学作品的创作，并引起了国际社会的强烈抗议。关于这一时期高死亡率的争论一直在进行。最大胆的估计指出，强迫劳动制度直接和间接地导致了50%的人口死亡。由于缺乏准确的记录，很难量化由于无情剥削和对与欧洲殖民者接触而引起的新疾病缺乏免疫力而造成的死亡人数。在刚果自由邦宣传战期间，欧洲和美国的改革者通过刚果改革协会向公众揭露了在刚果自由邦的暴行，该协会由罗杰凯斯门特和记者、作家和政治家E.D.莫雷尔共同创立。在揭露刚果自由邦活动方面也很活跃的作家阿瑟·柯南·道尔，他的书《刚果的罪行》在20世纪初被广泛阅读。到了1908年，迫于公众压力和外交斡旋，利奥波德二世的专制统治结束，刚果自由邦被并入比利时的殖民地；它后来被称为比属刚果。此外，一些主要的比利时投资公司推动比利时政府接管刚果并发展其矿业部门，因为该部门实际上尚未得到开发。

## 背景

### 早期欧洲探险
1482年，迪奥戈·康绕过刚果河入海口，导致葡萄牙宣称对该地区拥有主权，就像英国宣称对维多利亚河拥有主权一样。直到19世纪中叶，刚果一直是独立的非洲的中心，因为欧洲殖民者很少进入内部。加上当地的强烈抵抗，热带雨林、沼泽、随之而来的疟疾和其他疾病，如昏睡病，使欧洲人难以在这里定居。西方诸国起初不愿在没有明显经济利益的情况下殖民该地区。

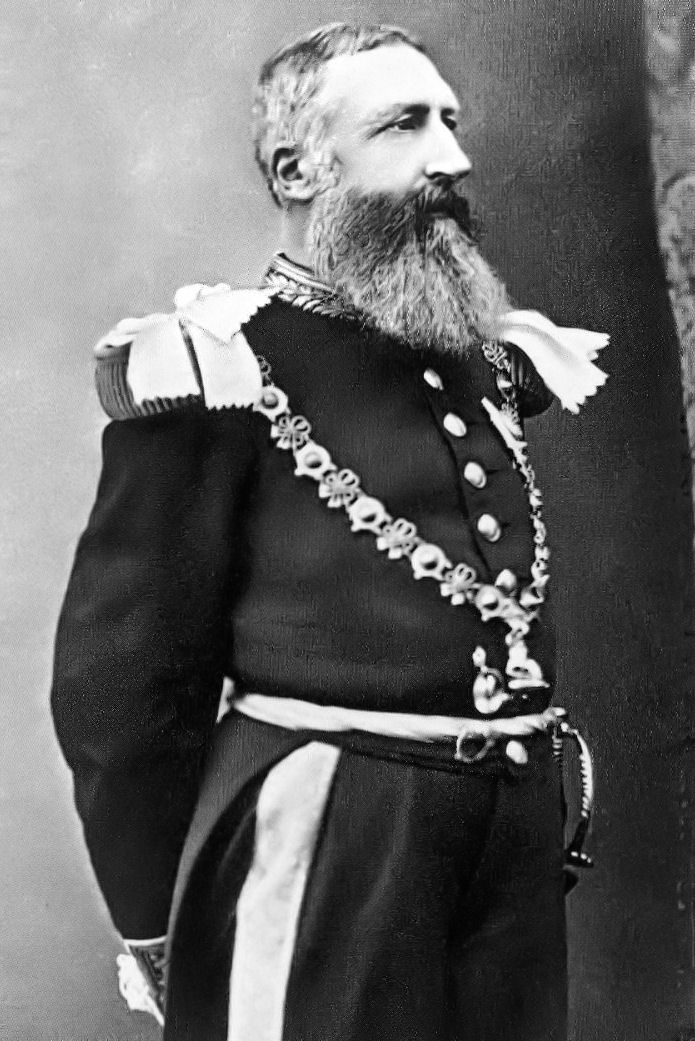
利奥波德二世，比利时国王，1885年至1908年刚果自由邦的实际拥有者

### 斯坦利的探索
1876年，比利时的利奥波德二世在布鲁塞尔举办了一次地理会议，邀请著名的探险家、慈善家和地理学会成员来激发人们对“人道主义”努力的兴趣，让欧洲人在中非“改善”和“文明”当地人民的生活。在这次会议上，利奥波德在欧洲和美国探险家的合作和几个欧洲政府的支持下组织了国际非洲协会，他自己也被选为主席。利奥波德利用该协会在慈善的幌子下推行夺取独立的中非的计划。
亨利·莫顿·斯坦利因1871年在非洲与英国传教士大卫·利文斯通取得联系而闻名，后来他在1877年结束的一次旅行中对该地区进行了探索，并在他1878年出版的《穿越黑暗大陆》一书中有描述。由于未能获得英国的兴趣来建立刚果地区，斯坦利开始为利奥波德二世服务，利奥波德二世雇佣他来帮助他自己在该地区站稳脚跟并吞该地区。
从1879年8月到1884年6月，斯坦利在刚果盆地，他在那里修建了一条从下刚果到斯坦利普尔的公路，并在河的上游开通了轮船。在为利奥波德探索刚果时，斯坦利与当地的首领和当地的领袖签订了条约。从本质上说，这些文件把各自土地的所有权利都交给了利奥波德二世国王。在斯坦利的帮助下，利奥波德得以在刚果河沿岸占领大片地区，并建立了军事基地。曾在加丹加为利奥波德服务的法国探险家克里斯蒂安·德·邦尚表达了许多欧洲人对这些条约的态度，他说:“与这些非洲小暴君的条约，通常有四页长，他们一个字也不懂，他们在上面签了个十字，以获得和平和接受礼物，对欧洲列强来说，只有在领土发生争端时，才是真正严肃的事情。它们与签署它们的黑人君主无关。”

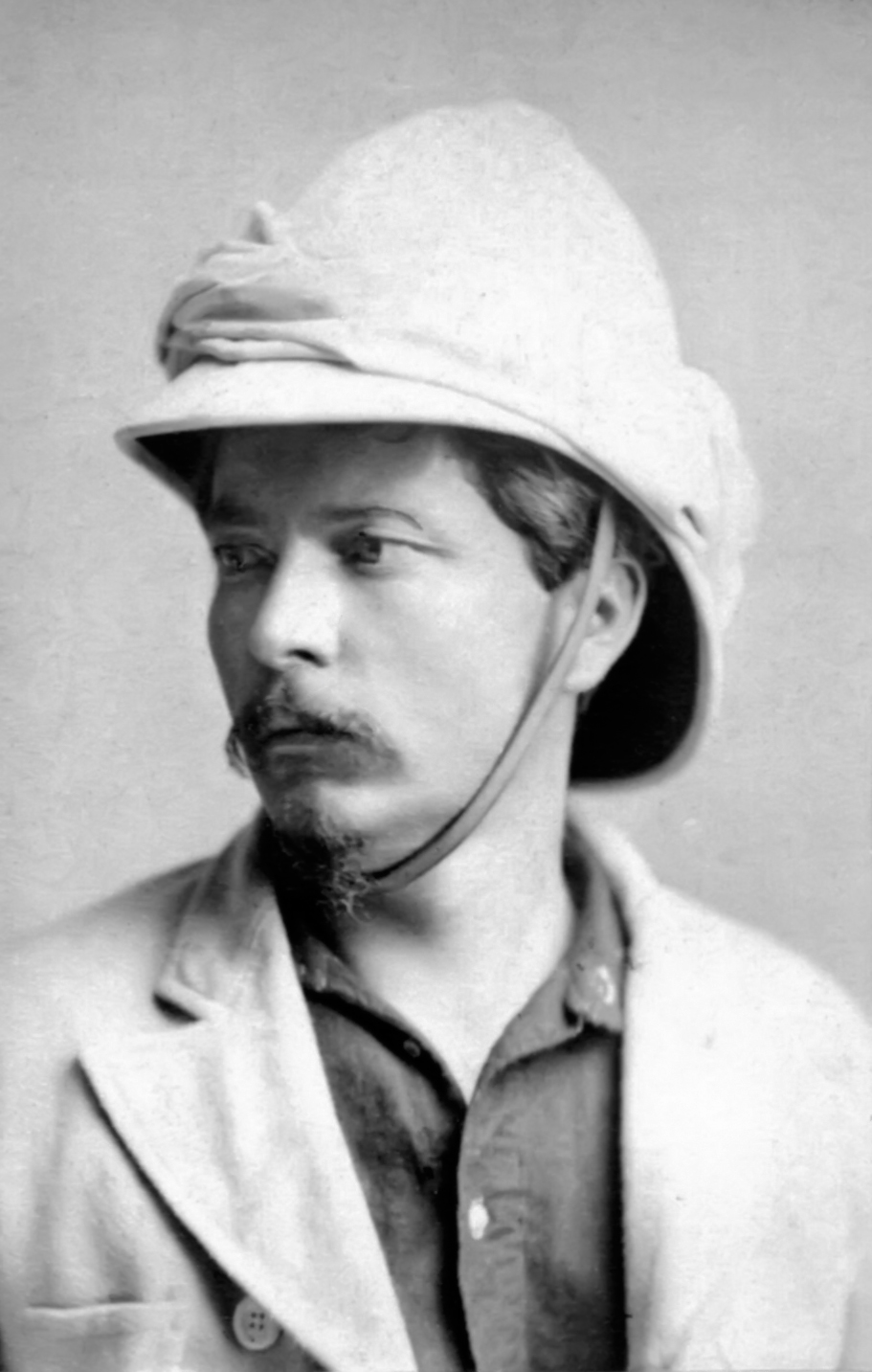
亨利·莫顿·斯坦利，他应利奥波德的邀请对刚果地区进行了勘探，导致了个人主权下的刚果自由邦的建立

### 国王利奥波德的竞争
利奥波德开始制定一项计划，以说服其他欧洲大国相信他对这一地区的主权是合法的。与此同时，他一直打着“慈善协会”的名义，假装自己的工作是为了当地人民的利益。
国王在英国发起了一场宣传运动，以分散批评人士的注意力，将注意力吸引到葡萄牙的奴隶制记录上，并提出将奴隶贸易商从刚果盆地驱逐出去。他还秘密地告诉英国商人，如果他因为这个和其他人道主义目的而获得对刚果的正式控制权，他将给予英国最惠国待遇，就像葡萄牙所给予英国的那样。与此同时，利奥波德向俾斯麦承诺，他不会给予任何一个国家特殊的地位，而且德国商人会像其他国家一样受到欢迎。
利奥波德随后向法国提供支持，支持法国拥有整个刚果河北岸，并提议，如果他的个人财富证明不足以持有整个刚果（这似乎是完全不可避免的），就应该归还给法国。1884年4月23日，国际协会对南刚果盆地的主权得到法国的正式承认，条件是如果该协会决定出售该地区，法国有优先购买权。这也可能帮助利奥波德获得其他大国对他的主权的承认，因此他们希望他能成功，而不是把他的主权卖给法国。
他还得到了美国的帮助，送去总统切斯特·阿瑟仔细编辑过的布和小物品条约的抄本。威尔士-美国探险家亨利·莫顿·斯坦利声称他已经和许多地方当局进行了谈判，并提议，作为一个完全无私的人道主义机构，该协会将为所有人的利益管理刚果，一旦当地人准备好承担责任，就将权力移交给他们。
利奥波德国王希望美国支持他对刚果的计划，以获得欧洲国家的支持。他得到了亨利·谢尔顿·桑福德的帮助，后者帮助雇佣了亨利·莫顿·斯坦利，后者成为利奥波德计划的重要资产。亨利·桑福德说服了切斯特·阿瑟，邀请他在门罗湖上的桑福德旅馆当他的客人。1883年11月29日，他作为利奥波德的特使与总统会面时，说服总统利奥波德的议程与美国参与利比里亚的行动类似。这让南方的政治家和商人，尤其是约翰·泰勒·摩根感到满意。摩根认为刚果也是一个把自由人送到非洲的机会这样他们就可以为建立棉花市场做出贡献。桑福德还说服了纽约的人们，为了获得公众的支持，他们将废除奴隶制，帮助旅行者和科学家。在亨利说服亚瑟总统之后，美国是第一个承认刚果为合法主权国家的国家。

### 游说和宣称该地区
利奥波德在1876年主办的由地理学会、探险家和达官贵人组成的布鲁塞尔地理会议上，为国际非洲协会（法語：Association internationale africaine）赢得了科学和人道主义的支持。在会议上，利奥波德提议建立一个国际慈善委员会，在中非(刚果地区)人民之间传播文明。国际非洲协会最初被设想为一个跨国的、科学的、人道主义的集会，甚至邀请古斯塔夫·穆瓦尼耶作为国际法研究所的成员和红十字国际委员会的主席来参加他们1877年的会议。国际法研究所支持该项目，认为其目的是废除刚果盆地的奴隶贸易。尽管如此，国际非洲协会最终还是成为了一家由利奥波德控制的发展公司。
在1879年国际非洲协会崩溃之后，利奥波德的工作是在“上刚果研究委员会”(法语:Comite d 'Etudes du hau -Congo)的赞助下完成的。该委员会本应是一个国际商业、科学和人道主义组织，但实际上是由一群在刚果拥有股份的商人组成的，利奥波德通过代理持有很大一部分股份。该委员会最终解体了(但利奥波德继续提到它，并利用这个已不存在的组织作为烟幕，以掩盖他宣称对刚果地区拥有主权的行动)。
利奥波德决心为自己寻找一个殖民地，并受到最近来自中非的报道的鼓舞，他开始资助一些著名的探险家，包括亨利·莫顿·斯坦利。利奥波德成立了国际非洲协会，这是一个慈善组织，旨在监督对刚果河周边地区的勘探和勘测工作，目的是为当地人带来人道主义援助和文明。在1884-85年的柏林会议上，欧洲领导人正式指出利奥波德控制着名义上独立的刚果自由邦1,000,000平方英里（2,600,000平方）的领土。
在1879年至1882年之间，利奥波德为了给他的非洲机构起一个政治实体的名字，创建了刚果国际协会(法語：Association internationale du Congo)，作为一个新的保护伞组织。这个组织试图把获得的众多小领土合并为一个主权国家，并要求欧洲列强承认。1884年4月22日，由于成功游说商人亨利•谢尔顿·桑福德在利奥波德的要求，美国亚瑟总统决定转让的利奥波德声称当地领导人是合法的和公认的国际刚果协会的说法,成为第一个这样做的国家。1884年，美国国务卿说:“美国的政府宣布，它同情并赞同刚果国际协会的人道和慈善宗旨。”

### 柏林会议

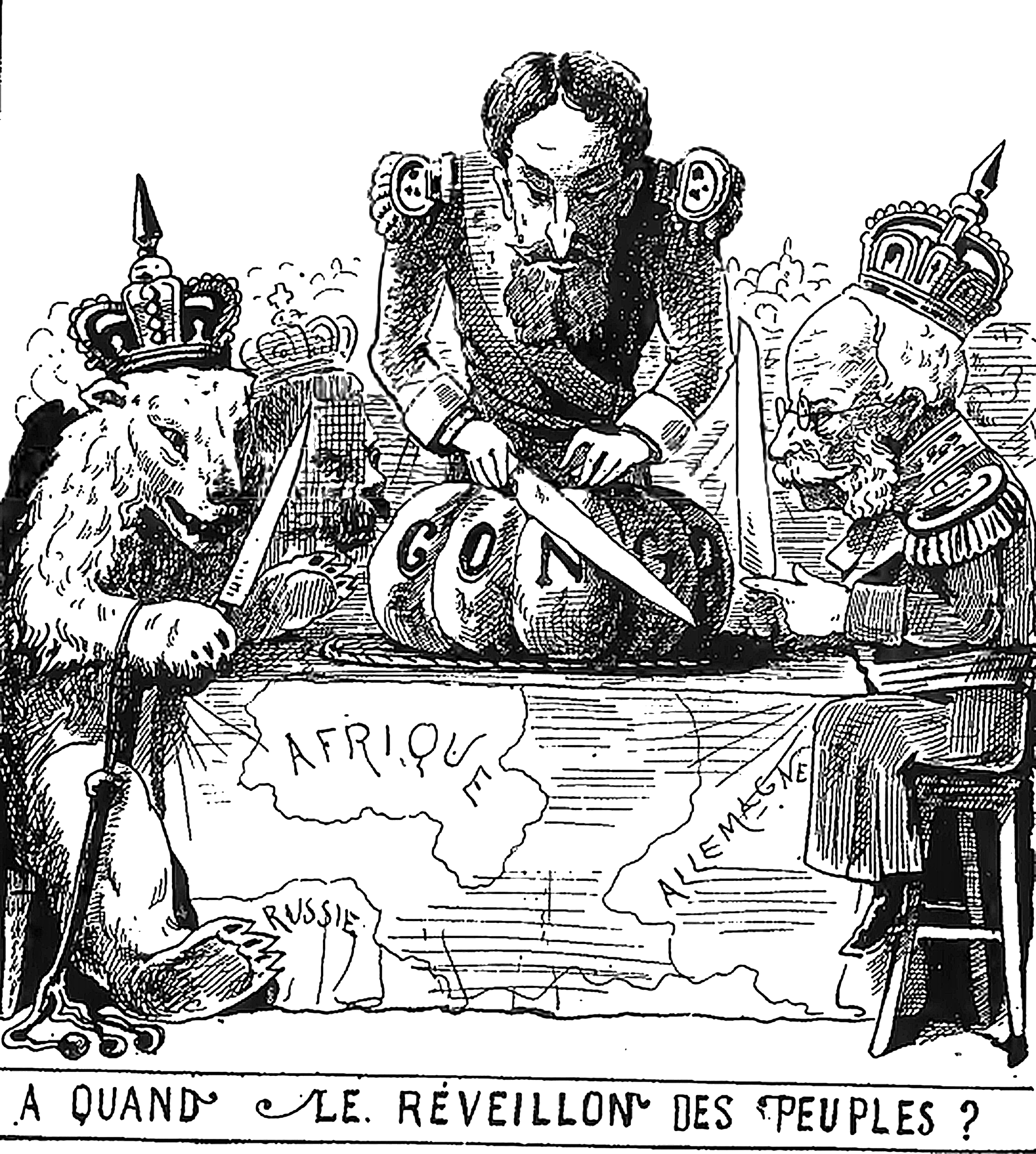
描绘利奥波德二世和其他帝国主义势力在1884年柏林会议上的漫画

1884年11月，奥托·冯·俾斯麦召集了一个14国会议，将刚果问题提交给国际社会控制，并最终完成非洲大陆的殖民划分。大多数大国（包括奥匈帝国、比利时、法国、德国、葡萄牙、意大利、英国、俄罗斯、奥斯曼帝国和美国）参加了柏林会议，并起草了一份国际准则，指导欧洲国家在获得非洲领土时应如何行事。会议正式承认国际刚果协会，并明确规定该协会不应与比利时或任何其他国家有任何联系，而应由利奥波德国王个人控制，即君合国。
它划定了具体的边界，并规定所有国家都可以在刚果做生意而不征收关税。奴隶贸易将被取缔。1885年，利奥波德大获全胜。法国获得了北岸（现刚果布和中非共和国）的666,000 km2（257,000 sq mi）领土，葡萄牙获得了南部（现安哥拉）的909,000 km2（351,000 sq mi）领土，利奥波德的个人组织获得了剩余2,344,000 km2（905,000 sq mi）的领土，人口约为3000万。但是，这些领土仍有待根据会议的“有效占领原则”予以占领。

### 国际认可
在美国承认利奥波德的殖民地之后，其他欧洲大国也在仔细讨论这个消息。葡萄牙起初与法国眉来眼去，但英国提出支持葡萄牙对整个刚果的主权，以换取一项自由贸易协定，并对其对手法国不齿。英国对法国的扩张感到不安，并通过卡梅伦中尉1873年从桑给巴尔率领的远征将利文斯通的遗体运回英国，在技术上对刚果(金)拥有主权，但不愿接手又一个昂贵而非生产性的殖民地。德国的俾斯麦在非洲西南部拥有大量新领地，对刚果没有任何计划，但很高兴看到竞争对手英国和法国被排除在这块殖民地之外。
1885年，利奥波德在刚果盆地建立比利时影响力的努力获得了刚果自由邦。根据比利时议会通过的一项决议，利奥波德成为新成立的刚果自由邦的至高无上的国王，他对刚果自由邦享有几乎绝对的控制权。刚果自由邦(今天的刚果民主共和国)，一个超过200万平方公里的国家，成了利奥波德的私人财产。最终，刚果自由邦被欧洲和北美各国承认为一个中立的独立主权国家。

## 政府
利奥波德使用“刚果自由邦君主”称号统治刚果自由邦。他任命了三个国家部门的首脑:内政部、外交部和财政部，每个部门都由一名行政长官(后来是一名秘书长)领导，行政长官有义务颁布主权国的政策，否则就辞职。这些部门的总部设在布鲁塞尔。
财政部门负责收支核算和公共债务跟踪。除了传统意义上的外交，外交事务还包括航运、教育、宗教和商业。内政部负责国防、警察、公共卫生和公共工程。它还负责监督刚果自然资源和种植园的开发。1904年，内政部秘书长成立了宣传办公室——中央新闻局——非洲殖民利益代表委员会。
所有部门的监督名义上都在总督的手中，但这个办公室有时是荣誉上的，而不是具有实权的。总督在比利时时，他在刚果的代表是一名副总督，这名副总督名义上与秘书长同等地位，但实际上权力和影响力都低于秘书长。1887年成立了一个由公务员组成的顾问委员会，以协助总督，但总督没有义务咨询。当地的副总监有一位国务秘书，他通过国务秘书与地区官员进行沟通。
自由邦有一个独立的司法机构，由博马的司法部长领导。部长与副总督职级相同，最初向总督负责，但最终只对君主负责。有一个由三名法官组成的最高法院，负责审理上诉案件，在最高法院之下有一个由一名法官组成的高等法院，这些法官都在博马。除了这些以外，还有地区法院和检察官。然而，司法工作进展缓慢，该体系也不适合一个边境社会。

## 利奥波德的统治

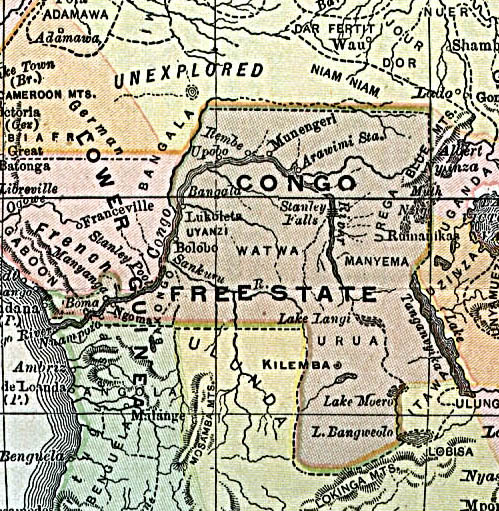
1892年刚果自由邦的地图

利奥波德不再需要这个协会的门面，取而代之的是一个由比利时人任命的内阁，由他们来执行他的命令。他向临时新首都博马派出了一位省长和一位警察局长。辽阔的刚果盆地被划分为14个行政区域，每个行政区域又被划分为多个区域，每个区域被划分为部门，每个部门被划分为职位。从地区专员到职位级别，每一个被任命的首长都是欧洲人。然而，由于几乎没有财政来源，这个自由邦主要依靠当地精英来统治广阔而难以到达的刚果内陆地区，并对其征税。
在自由邦的统治下，利奥波德国王行使完全的个人控制权，而不向下属下放太多权力。非洲酋长通过在其社区内执行政府命令，在行政方面发挥了重要作用。然而，在其存在的大部分时间里，自由邦政府在其宣称的领土上的存在是不完整的，其少数官员集中在一些小而分散的“站点”中，这些站点只控制着少量的内陆地区。1900年，在刚果只有3000名欧洲人，其中只有一半是比利时人。在此期间，该殖民地的行政人员和官员人数一直在700到1500之间。
利奥波德承诺要镇压东非的奴隶贸易;促进人道主义政策;保证殖民地内的自由贸易;二十年不征收进口税;鼓励慈善和科学企业。从19世纪80年代中期开始，利奥波德首先颁布法令，宣布国家对刚果境内所有闲置土地的所有权。在连续三次的法令中，利奥波德承诺刚果人有权在他们的土地上拥有自己的村庄和农场，基本上使几乎所有的土地都成为国有土地。利奥波德进一步颁布法令，要求商人限制他们与土著人进行橡胶贸易的商业活动。此外，殖民地政府解放了成千上万的奴隶。
在接下来的几年里，四个主要的问题出现了。
1. 利奥波德二世欠下了巨额债务，为自己的殖民努力提供资金，并冒着把殖民地拱手让给比利时的风险。[33]
2. 这个自由邦的大部分地区都是未绘制地图的丛林，几乎没有财政和商业回报。
3. 开普殖民地的总理塞西尔·罗兹利用柏林条约中的“有效原则”漏洞，将他的英属南非公司的特许土地从南方扩展，并威胁要占领加丹加(刚果南部)。在这方面，他得到了英国驻中非专员哈里·约翰斯顿的支持，约翰斯顿是伦敦在该地区的代表。[34]
4. 刚果内部由阿拉伯的桑给巴里奴隶和苏丹、强大的国王和军阀统治，他们必须被强迫或使用武力击败。例如，桑给巴尔商人提普·蒂普的奴役团伙在该领土的东部，即今天的马涅马省、坦噶尼喀和伊图里省有很大的存在。他们通过乌干达和坦桑尼亚与斯瓦希里海岸相连，并建立了独立的奴隶国家。

### 早期经济和特许权

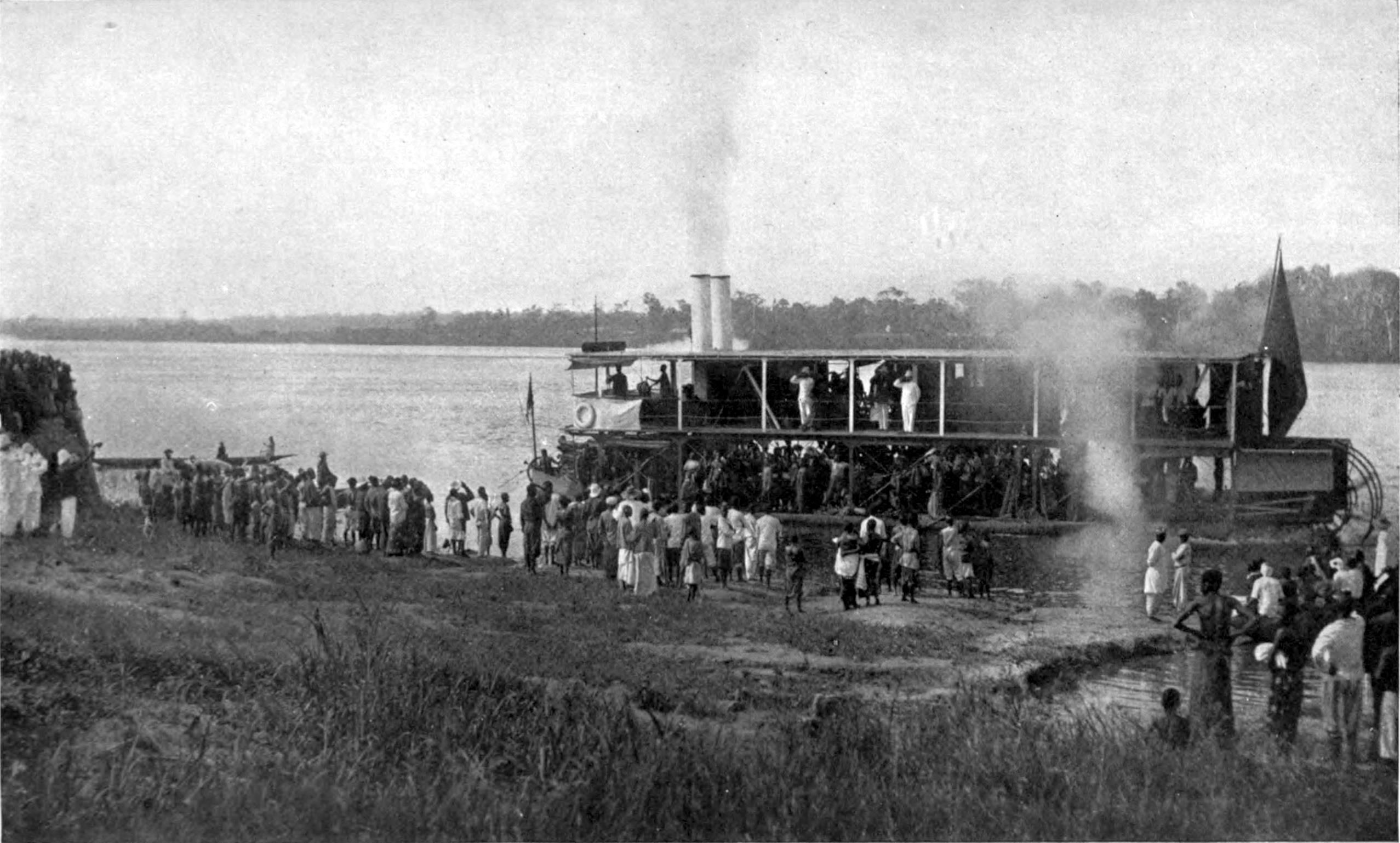
1899年，刚果自由邦的汽船

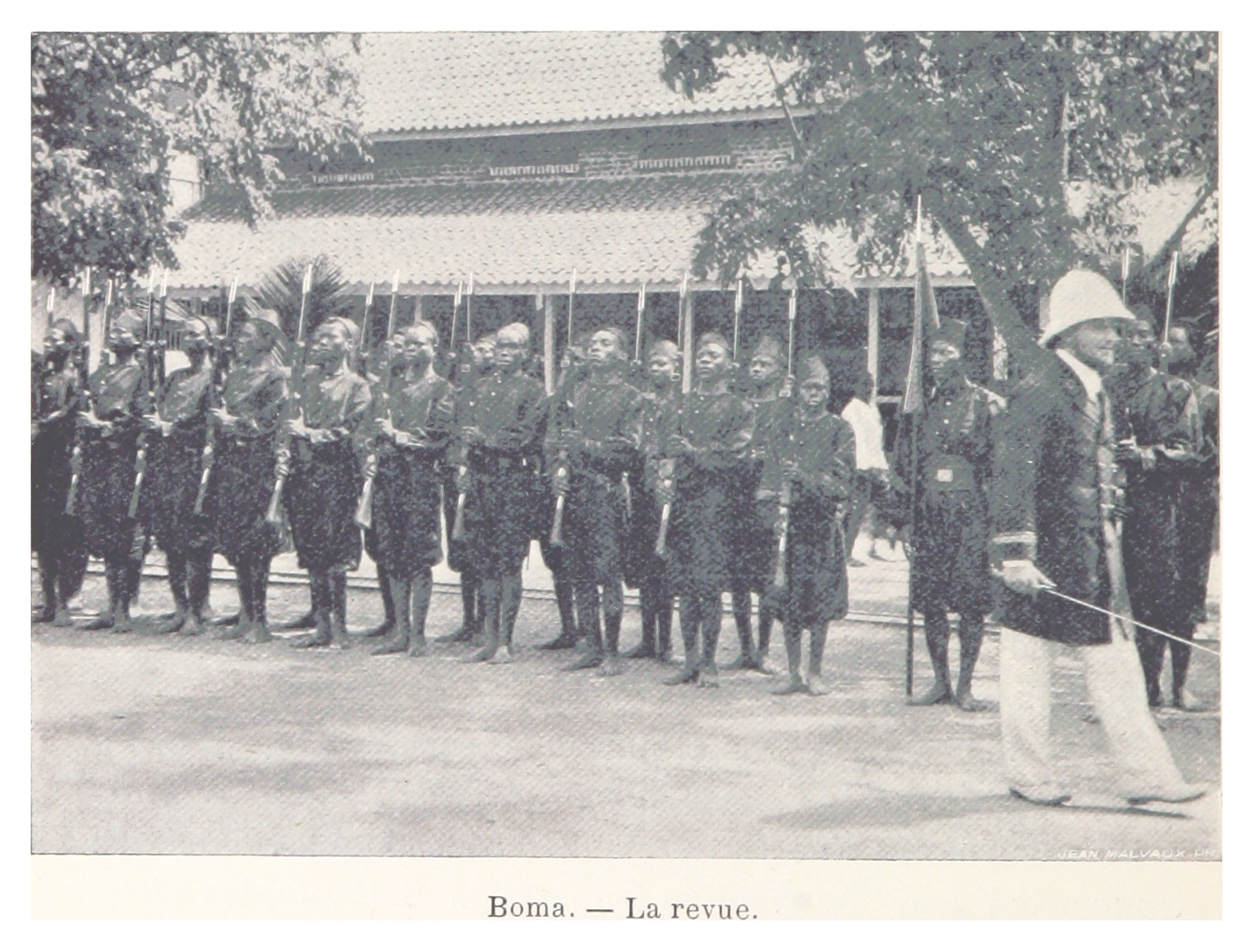
1899年，刚果自由邦首府博马，警察部队

利奥波德无法支付管理刚果自由邦的费用。他不顾一切地启动了一个系统，以使收入最大化。第一个变化是引入了空地的概念，空地是指任何不包含居住用地或耕地的土地。因此，所有这些土地(即国家的大部分)都被认为属于国家。国家的仆人(即利奥波德雇佣的任何人)被鼓励剥削它。
1889年，利奥波德在布鲁塞尔召开了反奴隶制会议，会后不久，他颁布了一项新法令，规定非洲人只能在自由邦的大部分地区向该国出售他们收获的产品(主要是象牙和橡胶)。这项法律产生于早先的法令，该法令规定所有“未被占用”的土地都属于国家。他们的理由是，从国有土地上收集的任何象牙或橡胶都必须属于国家;形成了事实上的国家控制的垄断突然之间，大部分当地居民购买他们的产品的唯一渠道就是国家，政府可以设定购买价格，因此可以控制刚果人从他们的工作中获得的收入。然而，对于地方精英来说，这种制度提供了新的机会，因为自由邦和特许公司用枪支支付给他们，以向他们的臣民以实物征税。
贸易公司开始输给自由邦政府，政府不仅不纳税，而且还征收所有潜在的收入。这些公司对自由贸易的限制感到愤怒，而多年前，《柏林法案》曾如此小心地保护自由贸易。他们对违反自由贸易的抗议，促使利奥波德采取了另一种不太明显的赚钱策略。

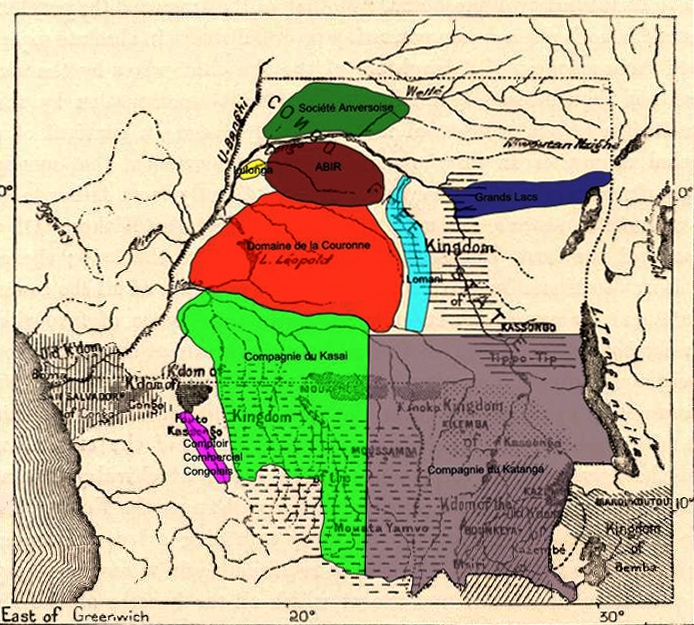
租界和古隆庄园。臭名昭著的A.B.I.R.公司以暗红色显示。

1892年的一项法令将空地划分为一个领地体系，该体系将某些私人领地的橡胶采矿权私有化，允许利奥波德向私人公司授予大量特许权。在其他领域，私营公司可以继续交易，但受到高度限制和征税。领地制度对自由邦的刚果臣民征收实物税。作为重要的中间人，地方统治者强迫他们的男人、女人和孩子收集橡胶、象牙和食品。根据地方统治者的权力，自由邦政府支付的价格低于不断上涨的市场价格。1892年10月，利奥波德授予了一些公司特许权。每家公司都在刚果自由邦获得了大量土地，用于收集橡胶和象牙，然后在欧洲出售。这些公司被允许拘留那些工作不够努力的非洲人，以他们认为合适的方式管理他们广阔的地区，并将森林的所有产品都收归己有。作为让步的回报，这些公司每年向自由邦支付红利。在1901年至1906年的橡胶产业鼎盛时期，这些红利也充盈了王室的金库。
刚果的自由贸易区对任何欧洲国家的企业家都是开放的，他们被允许购买10到15年的任何有价值物品的垄断租约:例如来自某个地区的象牙或橡胶特许权。另一个区域——几乎占整个刚果的三分之二——成为了国家的专属私有财产。
1893年，利奥波德将自由贸易区最容易进入的259,000 km2（100,000 sq mi）区域割除，宣布为古隆庄园(Domaine de la Couronne)，字面意思是“皇家封地”。橡胶收入直接归利奥波德所有，他向自由邦支付高昂的开采成本。同样的规则在私人庄园也适用。1896年，全球对橡胶的需求飙升。从那一年起，刚果的橡胶行业开始为当地居民带来了巨大的经济损失。

### 争夺加丹加省

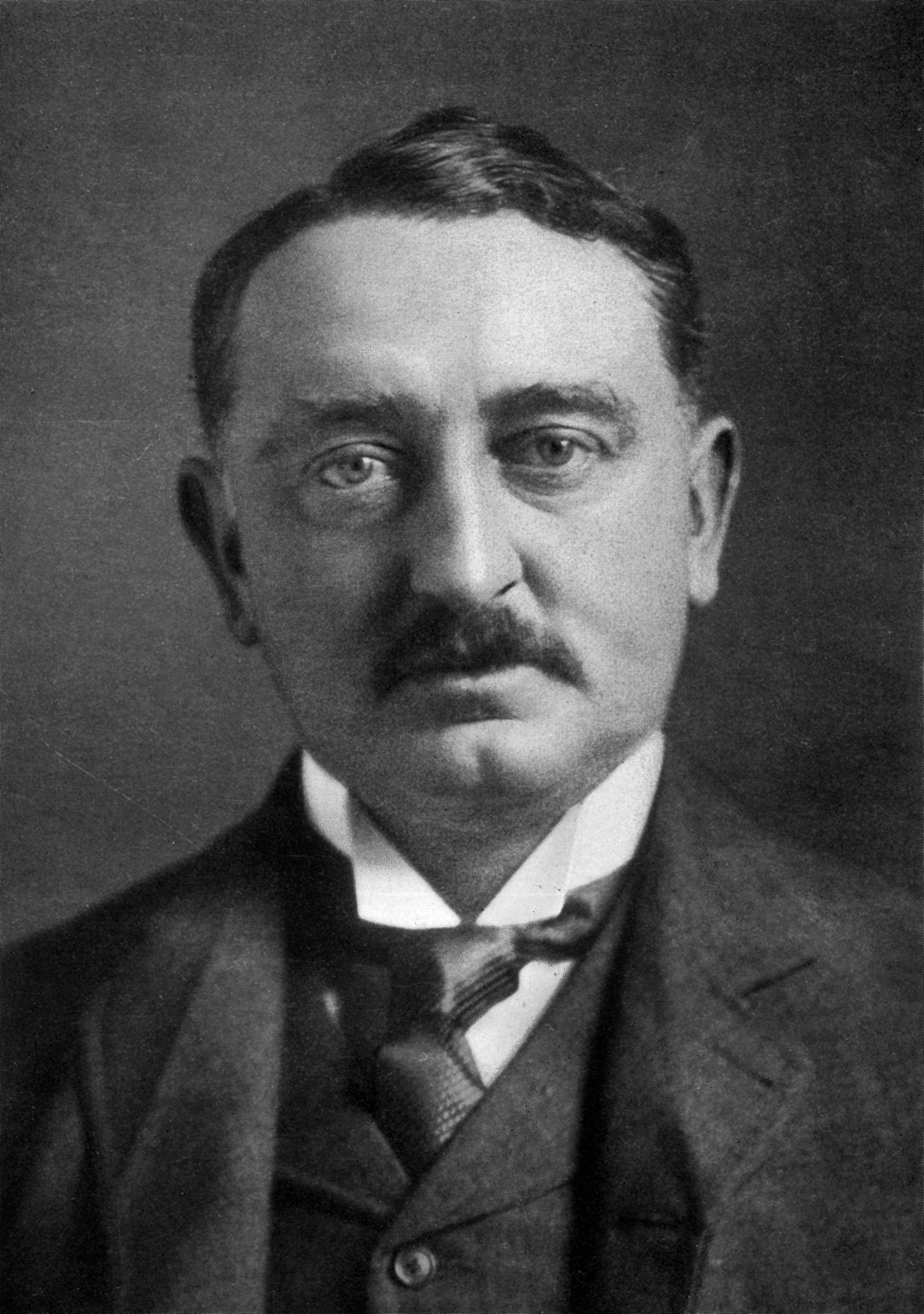
塞西尔·罗兹试图将英国南非公司的领土向北扩展到刚果盆地，这给利奥波德二世带来了一个问题。

在利奥波德统治的早期，第二个问题——英国南非公司向刚果南部盆地的扩张——得到了解决。遥远的姆西里王国，位于卢阿拉巴河上游的加丹加，没有签署任何条约，以盛产铜而闻名，并被认为通过奴隶贸易活动获得了大量黄金。其强大的国王姆西里已经拒绝了由阿爾弗雷德·沙爾佩代表塞西尔·罗兹提出的条约。1891年，一支自由邦的远征队从姆西里那里拿到了一封信，信中表示同意他们的特工前往加丹加。同年晚些时候，利奥波德二世派出装备精良的斯梯尔远征队，由加拿大雇佣兵威廉·格兰特·斯梯尔率领，以某种方式占领加丹加。
姆西里试图利用自由邦来对抗罗兹，当谈判陷入僵局时，斯梯尔还是升起了自由邦的旗帜，给了姆西里最后通牒。相反，姆西里逃到了另一个寨子。斯梯尔派了一支部队去抓捕他，但是姆西里却站在原地不动，于是欧梅·博德森上尉开枪打死了姆西里，并在随后的战斗中受了致命伤。远征队砍下了姆西里的头，把它放在一根杆子上，就像他经常对敌人做的那样。这是为了给当地人留下深刻印象，让他们知道姆西里的统治已经真正结束，在此之后，被斯梯尔认可的继任者首领签署了条约。

### 与阿拉伯奴隶的战争
在短期内，第三个问题，即非洲和阿拉伯的奴隶贩子，如桑给巴尔/斯瓦希里的奴隶主提普·蒂普(化名)——他的真名是哈马德·本·穆罕默德·本·朱马·本·拉贾布·穆列比——暂时得到了解决。最初，刚果自由邦在刚果东部地区的权力相对较弱。

1887年初，亨利·莫顿·斯坦利来到桑给巴尔，提议任命提普·蒂普为斯坦利瀑布区的总督。利奥波德二世和巴尔加什·宾塞德都同意了，1887年2月24日，提普·蒂普接受了。
从长远来看，这种联盟在国内外都是站不住脚的。利奥波德二世因与提普·蒂普的交易而受到欧洲舆论的严厉批评。在比利时，1888年成立了比利时反奴隶制协会，主要由希波吕特·德·厄塞尔伯爵领导的天主教知识分子组成，旨在废除阿拉伯奴隶贸易。此外，提普·蒂普和利奥波德是商业上的竞争对手。每一个被提普·蒂普追捕并使之沦为奴隶的人，每一磅出口到桑给巴尔的象牙都是利奥波德二世的损失。这一点，再加上利奥波德在柏林会议上做出的结束奴隶制的人道主义承诺，意味着战争不可避免。
1892年11月底爆发了公开的战争。双方通过代理进行战斗，武装并领导刚果森林北部的居民进行冲突。1894年初，在刚果东部地区，桑给巴尔/斯瓦希里的奴隶贩子被击败，刚果阿拉伯战争结束。

### 拉多飞地

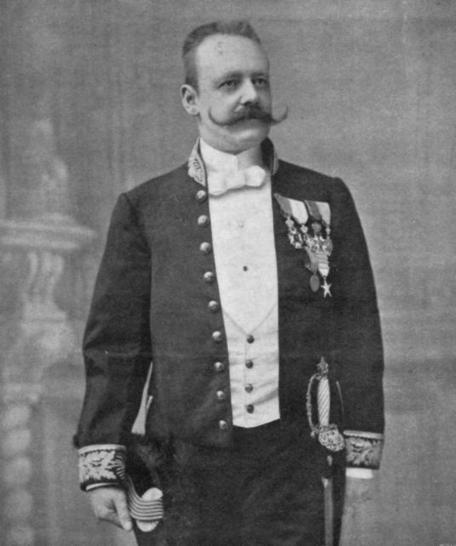
弗朗西斯·达尼斯，1900年

1894年，利奥波德二世国王与英国签署了一项条约，割让自由邦东部边界的一块土地，以换取拉多飞地，这片飞地提供了可通航的尼罗河的使用权，并将自由邦的势力范围向北延伸至苏丹。1895年橡胶利润激增后，利奥波德下令组织一支探险队进入拉多飞地。1881年爆发的马赫迪战争以来，拉多飞地就被马赫迪叛军占领。远征队由两列纵队组成:第一队由比利时战争英雄达尼斯男爵率领，有一支规模可观的部队，人数约3000人，准备向北穿越丛林，袭击雷贾夫的叛军基地。第二支队伍规模小得多，只有800人，由路易斯-拿破仑·查尔丁率领，向雷贾夫进发。两次远征都是在1896年12月开始的。
虽然利奥波德二世最初计划的远征要比拉多飞地走得更远，希望真正占领法苏达，然后是喀土穆，但1897年2月，丹尼斯的纵队发生了叛乱，导致几名比利时军官死亡，他的整体实力也损失了。1897年2月17日，查尔丁的军队在雷贾夫战役中击败了叛军，使拉多飞地成为比利时的领土，直到1909年利奥波德去世。利奥波德对拉多飞地的征服得到了英国政府的批准，至少一开始是这样，英国政府欢迎任何援助来帮助他们与马赫迪对抗。但是比利时驻雷贾夫的刚果军队经常在拉多领土外发动袭击，这引起了警惕利奥波德帝国野心的英国和法国官员的警惕和怀疑。1908年，比利时吞并了刚果自由邦，成为比属刚果; 1909年12月，比利时国王去世。1910年，英国当局根据1894年签订的《英-刚果条约》，收回了拉多飞地，并将其并入英埃共管苏丹。

## 利奥波德统治时期的经济

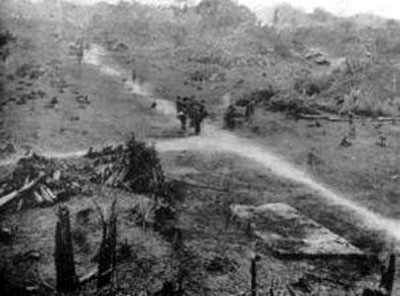
热带森林的砍伐侵蚀了利润率。然而，已经有大量的空地可供使用。上图中，刚果的一个村庄被清空并夷为平地，为橡胶种植园腾出地方。

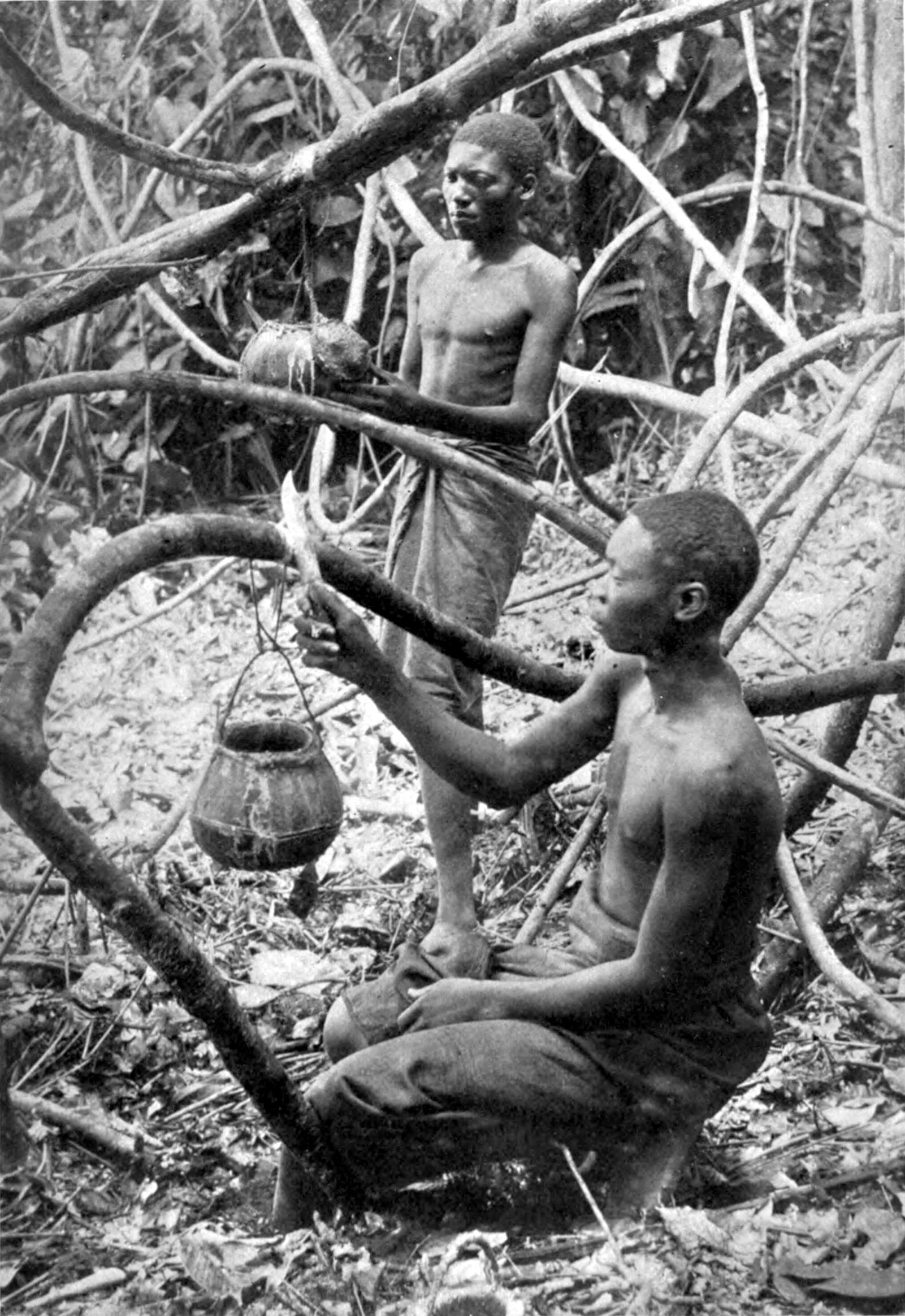
刚果工人在开赛卢萨卡附近开采橡胶。

当对抗非洲列强的战争结束时，对收入的追求在让步政策的推动下不断增加。到了1890年，利奥波德面临相当大的财政困难。地方官员的工资被削减到最低限度，并以他们的地区归还利奥波德的利润为基础支付佣金。普遍的批评是，这种“首要制度”取代了分配制度，其中大部分款项在服务结束时只发给那些其上级认为行为“令人满意”的领土代理人和地方法官。这实际上意味着什么都没有改变。在私人庄园的刚果社区不仅被法律禁止向国家以外的任何人出售物品;他们被要求按照政府规定的固定价格向州政府官员提供橡胶和象牙的配额，并向地方政府提供食品。
这直接违背了他根据《柏林条约》在刚果自由邦内自由贸易的承诺，不仅国家在其领土内成为了一个直接或间接贸易的商业实体，而且，利奥波德通过对刚果自由邦内其他商人的资源征收出口关税，逐渐垄断了相当数量的象牙和橡胶贸易。在基础设施方面，利奥波德政权开始修建从海岸到首都利奥波德维尔(现在的金沙萨)的铁路。这个项目，今天被称为马塔迪-金沙萨铁路，花了数年时间才完成。
到了19世纪的最后十年，约翰·登禄普在1887年发明的充气橡胶自行车管，以及汽车的日益普及，极大地增加了全球对橡胶的需求。为了垄断整个刚果自由邦的资源，利奥波德在1891年和1892年颁布了三条法令，将当地人口变为农奴。这些措施迫使当地居民将所有收获或发现的象牙和橡胶交给政府官员，从而几乎完成了利奥波德对象牙和橡胶贸易的垄断。橡胶来自丛林中的野生藤蔓，不像来自巴西的橡胶(橡胶树)是从树上提取的。为了提取橡胶，刚果工人不用敲击葡萄藤，而是割开葡萄藤，在身上涂抹乳胶。当乳胶硬化时，它会以一种痛苦的方式从皮肤上刮掉，因为它会把工人的头发粘掉。
利奥波德的私人军队“公共军队”(FP)被用来强制执行橡胶配额。在早期，公共军队主要用于打击上刚果地区的阿拉伯奴隶贸易，保护利奥波德的经济利益，镇压国家内部频繁的起义。公共军队的军官队伍中只有欧洲白人(比利时正规军和其他国家的雇佣兵)。一到刚果，这些人就从桑给巴尔和西非招募，最终从刚果招募。此外，利奥波德实际上一直在鼓励刚果北部的阿拉伯人之间进行奴隶贸易，以换取奴隶来填补公共军队的地位。在19世纪90年代，公共军队的主要角色是剥削当地人作为巡护劳工，以促进橡胶贸易。
许多黑人士兵来自刚果北部的偏远地区，还有一些人童年时在突袭村庄时被绑架，带到罗马天主教传教区，在那里接受了近乎奴役的军事训练。公共军队着现代武器和一种河马皮做的牛鞭，经常绑架和折磨人质，屠杀叛军家属，用恐怖和虐待的手段鞭打和强奸刚果人民，造成数百万人死亡。一名逃离这些恐怖的难民描述了这一过程:
我们总是在森林里寻找橡胶树，没有食物，我们的妇女不得不放弃耕种田地和花园。然后我们饿死了……当我们失败的时候，我们的橡胶短缺，士兵们来到我们的城镇，杀死了我们。许多人被枪杀，有些人的耳朵被割掉；又有人被绳子套在颈项上带走。
他们还烧毁了反抗者的村庄，最重要的是，砍断了包括儿童在内的刚果人的双手。为了证明子弹没有浪费，军官们命令把人手作为战利品收集起来。军官们担心他们的下属会把弹药浪费在猎取动物作为消遣上，所以他们要求士兵们用一只手来换取一发子弹。残害也进一步使刚果人胆战心惊，屈服。这完全违背了在柏林会议上做出的提升刚果自由邦的承诺。

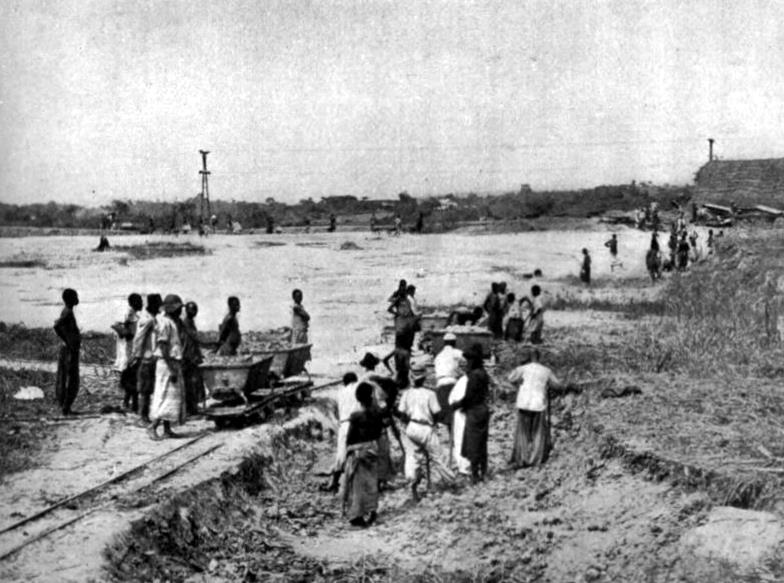
在利奥波德堡港口工作的刚果人
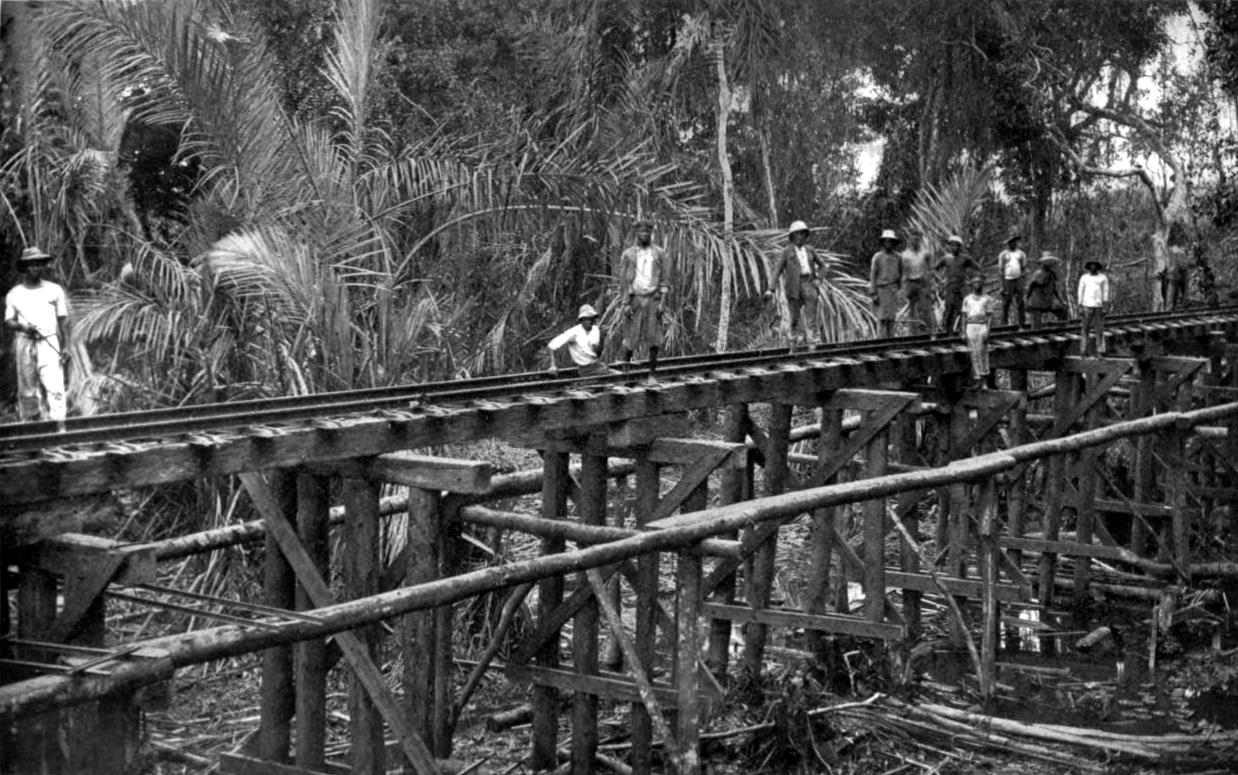
由刚果工人建造的铁路
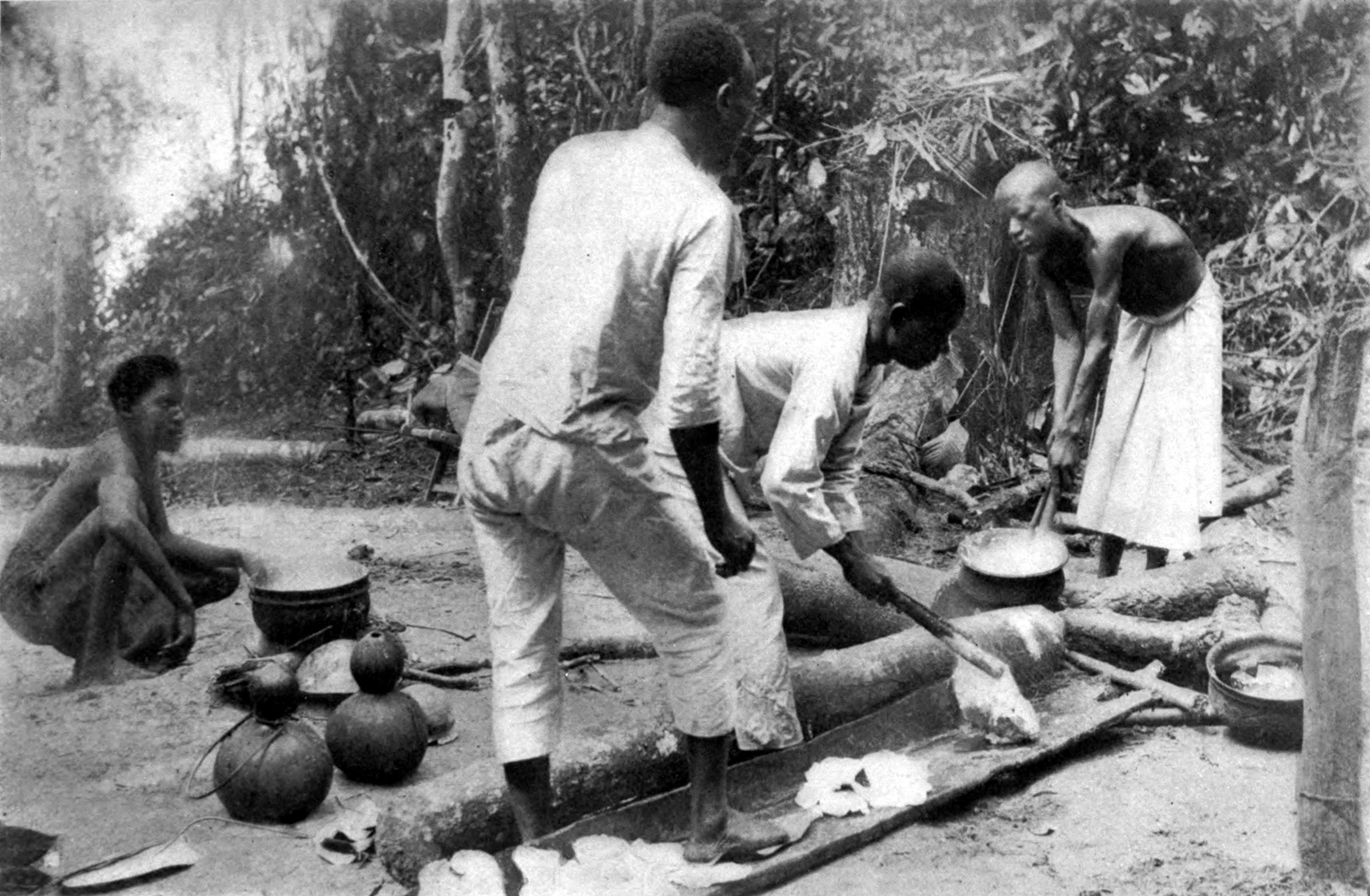
在卢萨卡的森林中融化的橡胶胶乳
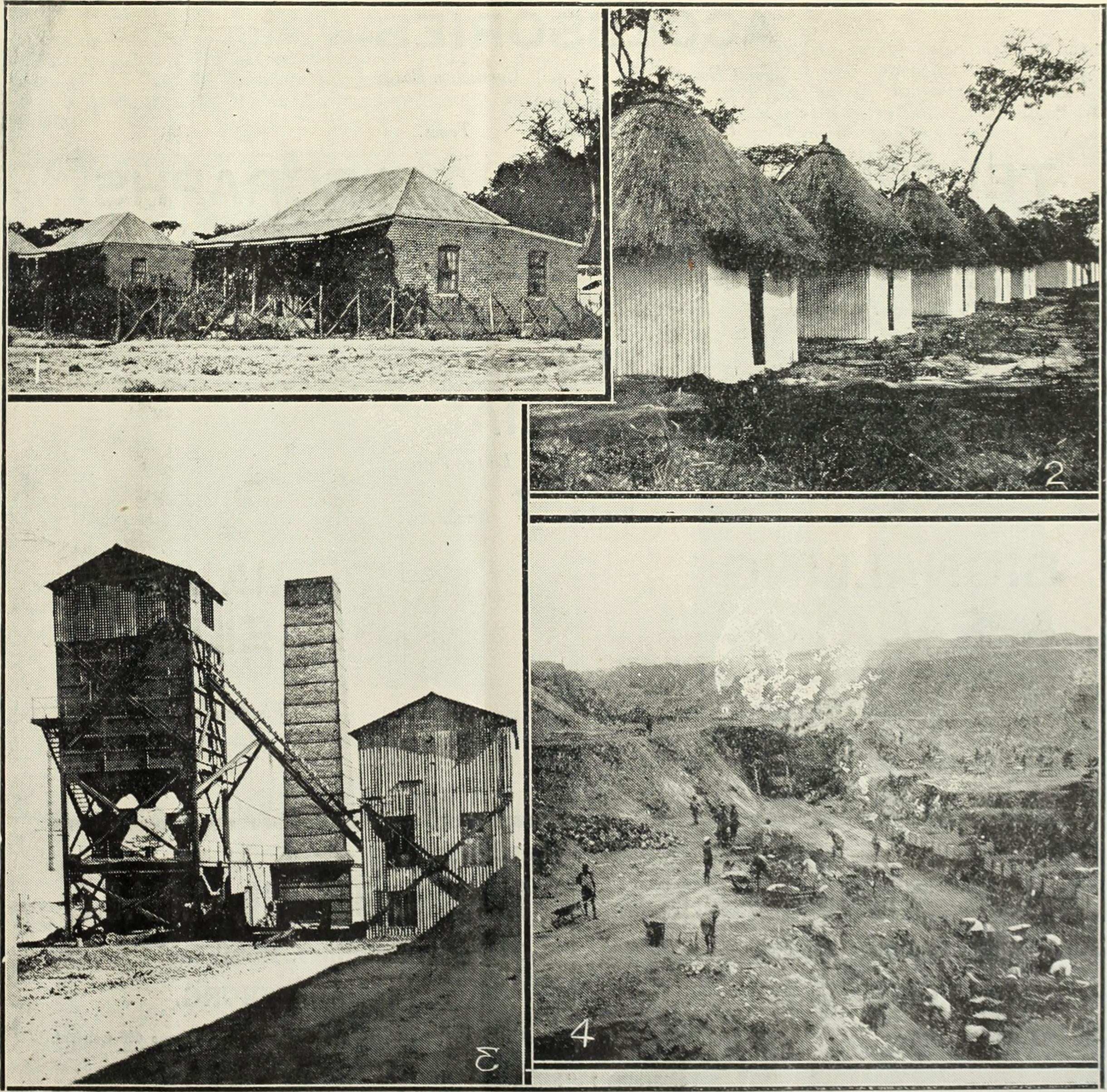
采矿公司由加丹加省工会负责

## 人道主义灾难

### 致残

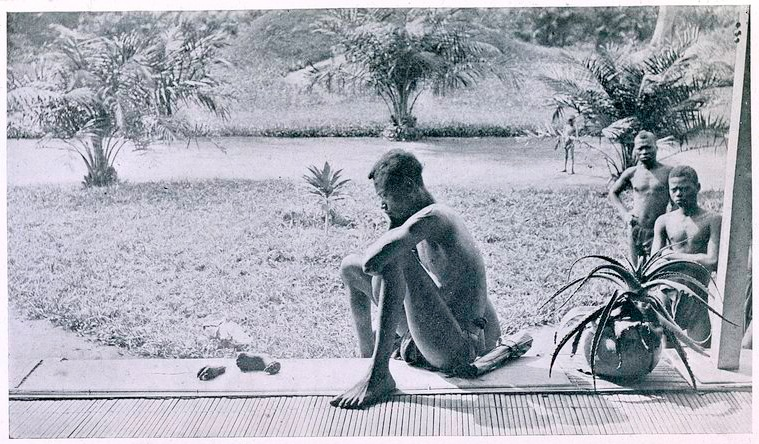
1904年，一名刚果男子看着自己5岁女儿被英国-比利时印度橡胶公司民兵杀害并据称被吃掉的断手和断脚

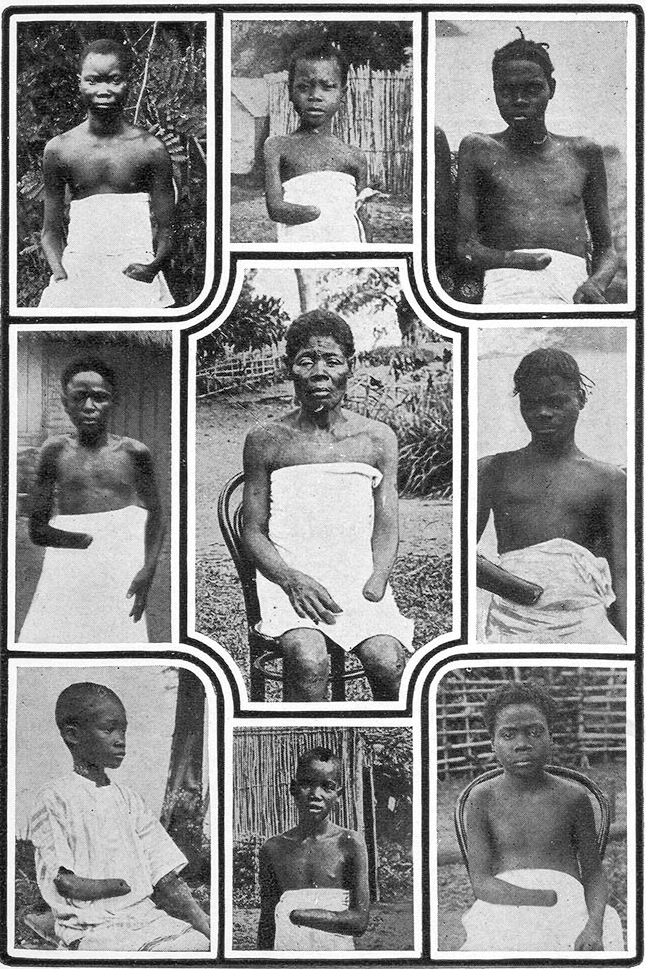
身體残缺的刚果儿童，图片来自《利奥波德国王的独白》，這是马克·吐温的政治讽刺作品，書中年老的国王抱怨说，廉洁的摄像机是他在漫长的经历中遇到的唯一不能贿赂的证人。这本书配有约翰·霍比斯·哈里斯的照片。

未能达到橡胶收集配额将被处以死刑。然而，当他们开枪杀人的时候，公共部队被要求提供受害者的手作为证据，因为上级相信他们会使用弹药(从欧洲进口，花费相当大的成本)来打猎。结果，橡胶配额部分是由砍掉的人手支付的。有时这些人手是由公共部队的士兵收集的，有时是由村庄自己收集的。甚至还有一些小的战争，村庄攻击邻近的村庄来聚集人手，因为他们的橡胶配额太多了，无法填补。一位天主教牧师引用了一个叫斯旺贝的人的话说到一个令人痛恨的州政府官员莱昂·菲维兹，他在马莱博湖以北500（300英里）的河边管理一个地区:
所有的黑人都把这个人看作是赤道上的魔鬼。从所有在战场上被杀的尸体上，你必须砍断他们的手。他要看看每个扛着筐子的士兵被砍的手有多少……拒绝提供橡胶的村庄将被彻底打扫干净。当我还是个年轻人的时候，我看到(菲维兹的)士兵莫利利，当时正在守卫波耶卡村，他拿了一张网，把十个被捕的当地人放进去，在网上系上大石头，然后让网掉进河里……橡胶造成这些折磨;这就是为什么我们不再希望听到人们提起它的名字。士兵们强迫年轻男子杀害或强奸自己的母亲和姐妹。
一名下级军官描述了一次突袭，目的是惩罚一个抗议的村庄。司令官命令“砍下士兵的头，挂在村寨的栅栏上……并将妇女和儿童以十字架的形式吊死在栅栏上。”一位丹麦传教士在看到一个刚果人第一次被杀后写道，“那个士兵说，‘别太往心里去。如果我们不带橡胶，他们会杀了我们。局长向我们保证，如果人的手充足，他会减少我们的工作。’”
用福巴斯的话说:
被割断的双手编成的篮子，放在欧洲司令官的脚边，成为了刚果自由邦的象征。收集手本身就成了目的。“公共部队”的士兵把它们带到车站，代替橡胶;他们甚至专门去收获它们而不是橡胶…它们变成了一种货币。它们被用来弥补橡胶配额的不足，代替……被要求加入强迫劳工团伙的人;而"公共部队"士兵的奖金是根据他们收缴的人的手数量来发放的。
从理论上讲，每只右手代表杀死一个人。在实际操作中，为了节省弹药，士兵有时会“作弊”，简单地砍断受害者的手，让受害者自生自灭。许多幸存者后来说，他们在大屠杀中活了下来，他们装死，即使手被切断也不动，一直等到士兵离开才寻求帮助。在某些情况下，一名士兵可以通过比其他士兵收集更多的手来缩短服役期，从而导致广泛的伤残和肢解。

### 死亡人数
凡是将利奥波德开始统治时的刚果与1908年比利时开始统治时进行比较的人都注意到刚果人口的减少，但对死亡人数的估计差别很大。据一些当代观察家估计，这一时期人口减少了一半。根据埃德蒙·D·莫雷的说法，刚果自由邦统计出的数据是“2000万人”。因此，马克吐温提到了1000万人死亡的数字。爱尔兰外交官罗杰·凯斯门特认为，人口减少有四个主要原因:“不分皂白的战争”、饥饿、出生率下降和疾病。昏睡病在当时也是造成死亡的一个主要原因。然而，利奥波德的反对者表示，政府本身应该对这种流行病的传播负责。
在刚果自由邦建立之初(第一次普查是在1924年)，没有普查提供该地区人口规模的初步概念，因此不可能量化这一时期的人口变化。尽管如此，福巴斯最近声称人口损失至少为500万。亚当·霍奇希尔德和扬·范西纳使用了1000万这个数字。霍奇希尔德引用了最近的一些独立的调查,人类学家扬·范西纳等,检查本地资源(警方记录,宗教记录、口头传统、家谱,个人日记),通常同意1919年比利时政府委员会的评估:大约一半的人口在自由邦期间死亡。1924年，比利时当局进行了第一次官方人口普查，人口总数约为1000万，从这些不同的统计方法来看，粗略估计总共有1000万人死亡。扬·范西纳回到了对总人口下降数量进行量化的问题上，并修正了他之前的观点，他得出结论，库巴(众多刚果民族之一)人口在利奥波德二世统治的头20年里一直在增长，并在1900年至1919年下降了25%，主要原因是疾病。另一些人则认为，在殖民统治的头40年(1924年人口普查之前)，人口下降了20%。据刚果历史学家伊西多尔称，总共有1300万人死亡。为了更好地理解这些人口变化，参考资料表明，1900年，整个非洲人口在9000万到1.33亿之间。然而，没有可验证的记录存在。路易斯和斯泰格斯指出，利奥波德控制之初的人口数字只是“胡乱猜测”，而把E·D·莫雷尔和其他人试图得出人口损失数字的努力称为“纯属想象的虚构”。然而，那些指出缺乏可靠的人口数据的作者受到了其他称为前极简主义者和不可知论者的人的质疑，证明这些问题仍然是激烈辩论的对象。

## 国际批评

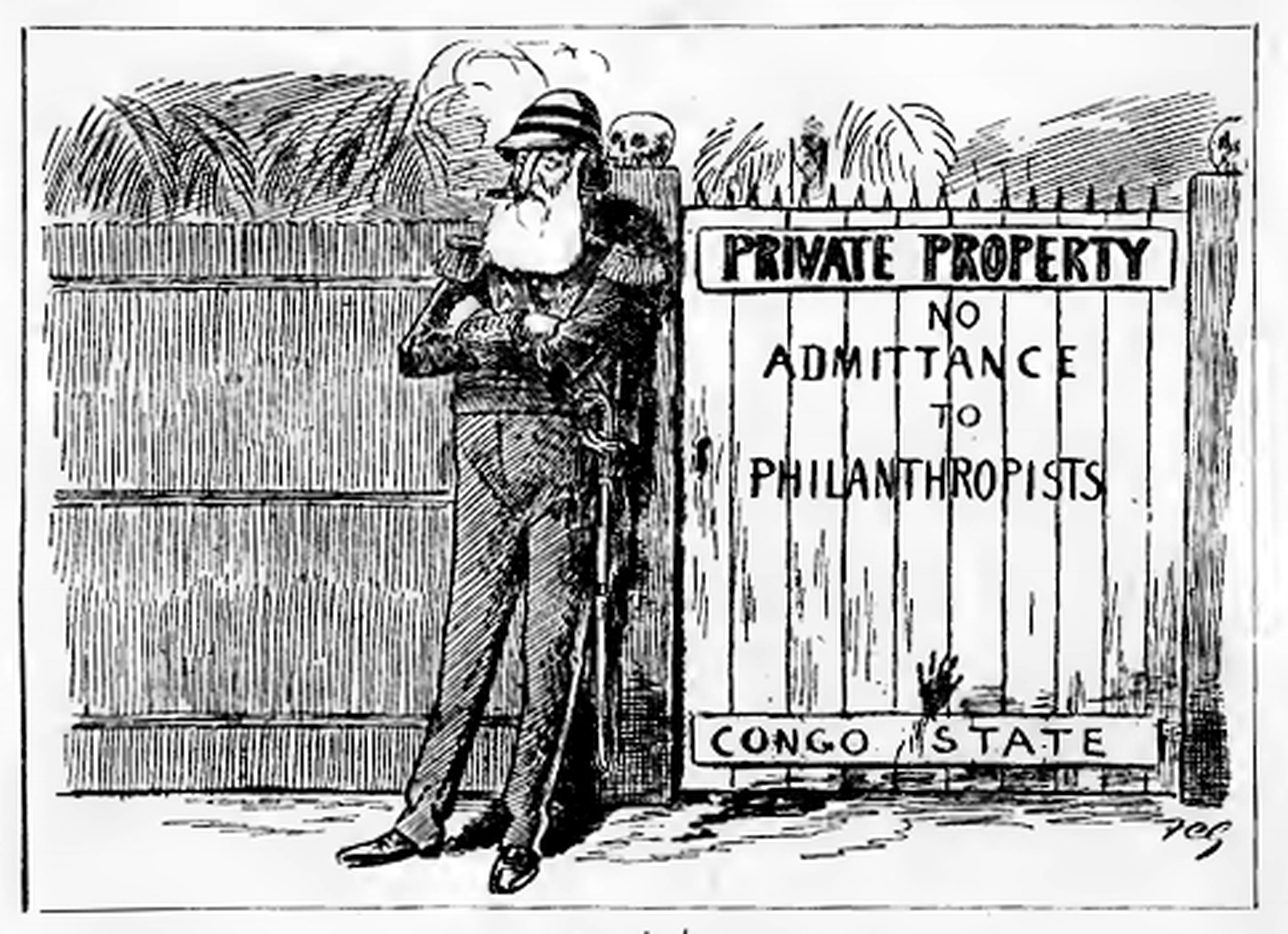
这幅漫画由英国漫画家“弗朗西斯卡拉瑟斯古尔德”创作，描绘了利奥波德二世和刚果自由邦。

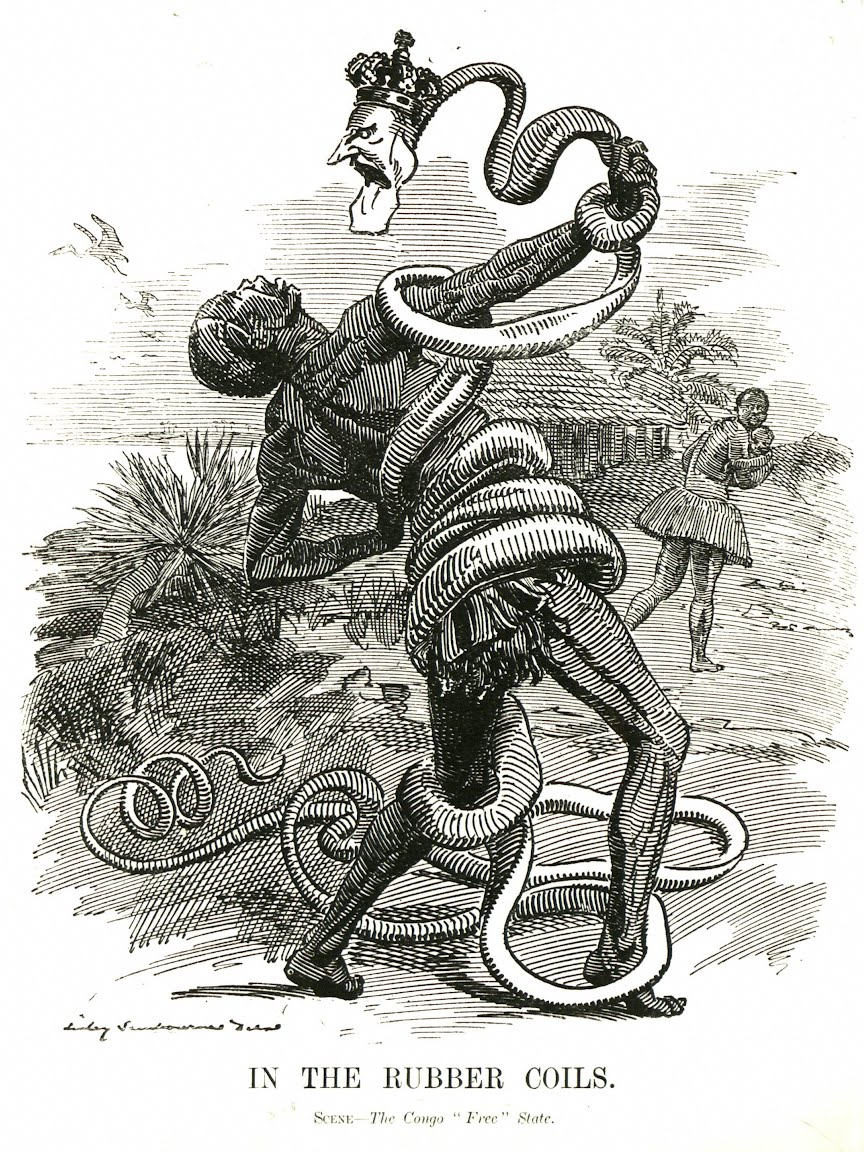
1906年的一幅漫画把利奥波德二世描绘成一条毒蛇缠绕着一个刚果人

在19世纪90年代全球橡胶产业开始繁荣之前，利奥波德就因在刚果的投资而债台高筑。随着工业发现橡胶在轮胎、软管、管材、电报和电话电缆和电线的绝缘材料中的新用途，橡胶价格在整个十年间不断上涨。到19世纪90年代末，野生橡胶已经远远超过象牙成为刚果自由国的主要收入来源。高峰年份是1903年，橡胶的价格最高，特许公司的利润最高。
然而，这一热潮引发了寻找成本更低生产商的努力。刚果的特许公司开始面临来自东南亚和拉丁美洲橡胶种植的竞争。随着世界其他热带地区开始种植橡胶，全球橡胶价格开始下降。竞争加剧了剥削刚果强迫劳动力以降低生产成本的趋势。与此同时，强制执行的成本和日益不可持续的收割方式所造成的损失正在侵蚀利润。随着来自其他橡胶种植领域的竞争加剧，利奥波德的私人统治越来越容易受到国际监督。
传教士仔细地记录和揭露暴行。来自传教士的目击报告描述了这个国家违反欧洲国家制定的法律的行为。随着传言的传播，利奥波德试图败坏他们的名声，甚至成立了一个保护土著居民的委员会。1908年1月，威廉·亨利·谢泼德在美国长老会刚果使团通讯中发表了一篇关于殖民暴行的报告，他和威廉·莫里森都被起诉以诽谤罪起诉当地著名的比利时橡胶承包商开赛橡胶公司。1909年9月，当这一案件上法庭时，这两名传教士得到了美国进步主义者和他们的律师的支持。法官无罪释放了谢帕德(莫里森之前就因技术问题被判无罪)，前提是他的社论没有点名大公司，而是点名了一些较小的特许公司。然而，由于国际政治的原因，这个案子很可能是对谢泼德有利的;在社会上支持传教士的美国曾质疑利奥波德二世国王统治刚果的合法性。
谢泼德所记录的残忍和暴力行为直接违反了1885年的《柏林法案》，该法案规定，只要利奥波德二世“关心改善刚果人的道德和物质条件”，并“帮助镇压奴隶制”，他就可以控制刚果。然而，历史学家指出，他和其他传教士的贡献和报道历来很少得到认可。

### 刚果改革协会

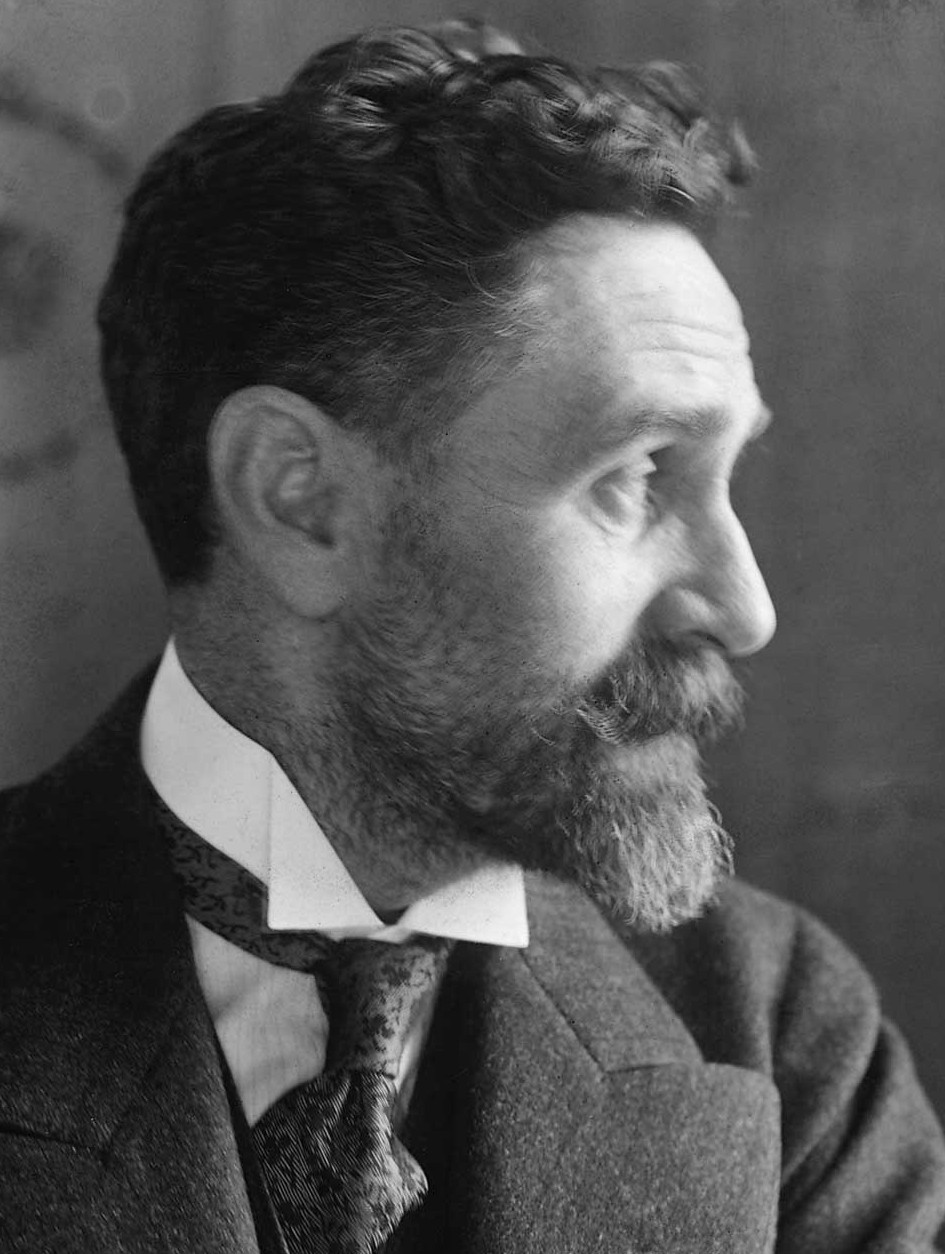
罗杰·凯斯门特

约瑟夫·康拉德的小说《黑暗之心》最初于1899年以三集的形式在布莱克伍德杂志上发表，这本小说的灵感来自于他12年前在刚果担任一艘汽船的船长。这本小说引发了国际社会对利奥波德剥削行为的有组织的反对。1900年，利物浦航运公司的兼职记者兼刚果贸易主管埃德蒙德·德内·莫雷尔注意到，从刚果运来大量橡胶的船只，在返回时只装载了为“公共部队”提供的枪支和弹药。莫雷尔先是当了记者，后来又当了出版商，试图败坏利奥波德政权的名声。1902年，莫雷尔从老登普斯特退休，专注于竞选活动。他创办了自己的杂志《西非邮报》，并在英国进行巡回演讲。
公众对刚果自由邦暴行的强烈抗议促使英国政府启动了一项官方调查。1903年，莫雷尔和他在下议院的支持者成功地通过了一项决议，要求英国政府对违反《柏林协议》的指控进行调查。时任英国驻博马(刚果河口)领事的罗杰·凯斯门特被派往刚果自由邦进行调查。1900年，凯斯门特在向外交部发回的报告中写道:
邪恶的根源在于，刚果的政府首先是一个商业信托，其他一切都以商业利益为导向……
就在1904年凯斯门特详细的目击报告——即所谓的凯斯门特报告——发表之前，他们共同的朋友赫伯特·沃德将E.D.莫雷尔介绍给罗杰·凯斯门特，并意识到他找到了他一直在寻找的盟友。凯斯门特说服莫雷尔成立一个专门处理刚果问题的组织——刚果改革协会。在凯斯门特和吉尼斯博士的协助下，他成立并管理了刚果改革协会，致力于结束利奥波德对刚果自由邦的控制。该协会的分支远在美国也建立起来了。刚果改革运动的成员包括阿瑟·柯南·道尔爵士、马克·吐温、约瑟夫·康拉德、布克·华盛顿和伯特兰·罗素。
在19世纪的最后几年，刚果自由邦的大规模死亡事件成为一件轰动一时的事件。刚果改革运动领导了一场反对虐待刚果人民的强有力的国际运动。英国议会要求14个签署国召开会议，审查1885年的《柏林协议》。在埃米尔·王德威尔德和其他批评国王刚果政策的人士的推动下，比利时议会迫使利奥波德成立了一个独立的调查委员会。尽管国王做出了努力，比利时议会还是在1905年证实了凯斯门特的报告。
英国参与结束比利时在刚果的利奥波德二世统治的主要方式之一，是让比利时，作为一个整体，更多地意识到目前在刚果的暴行。E. D. 莫雷是英国争取让刚果摆脱比利时统治的主要积极分子之一。当美国意识到刚果发生的事情后，莫雷成立了刚果改革协会。在利奥波德统治期间，莫雷为了让全世界更加了解刚果的暴行，使用的方法之一就是通过媒体。杂志和报纸上都有文章发表，目的是让美国和英国等强大国家的人民更了解非洲这一地区正在发生的事情。由于这种不受欢迎的宣传，比利时政府在从利奥波德手中夺取刚果控制权方面受到了压力。
乔治·华盛顿·威廉姆斯等人也对刚果自由国家的宣传战产生了重大影响。1890年7月18日，威廉斯写了一封著名的信，“致比利时国王、独立的刚果的君主利奥波德二世的公开信”，信中详细描述了对刚果居民所犯下的罪行和对他们的虐待。这封信是宣传刚果局势斗争的一个关键因素。

## 比利时兼并刚果自由邦

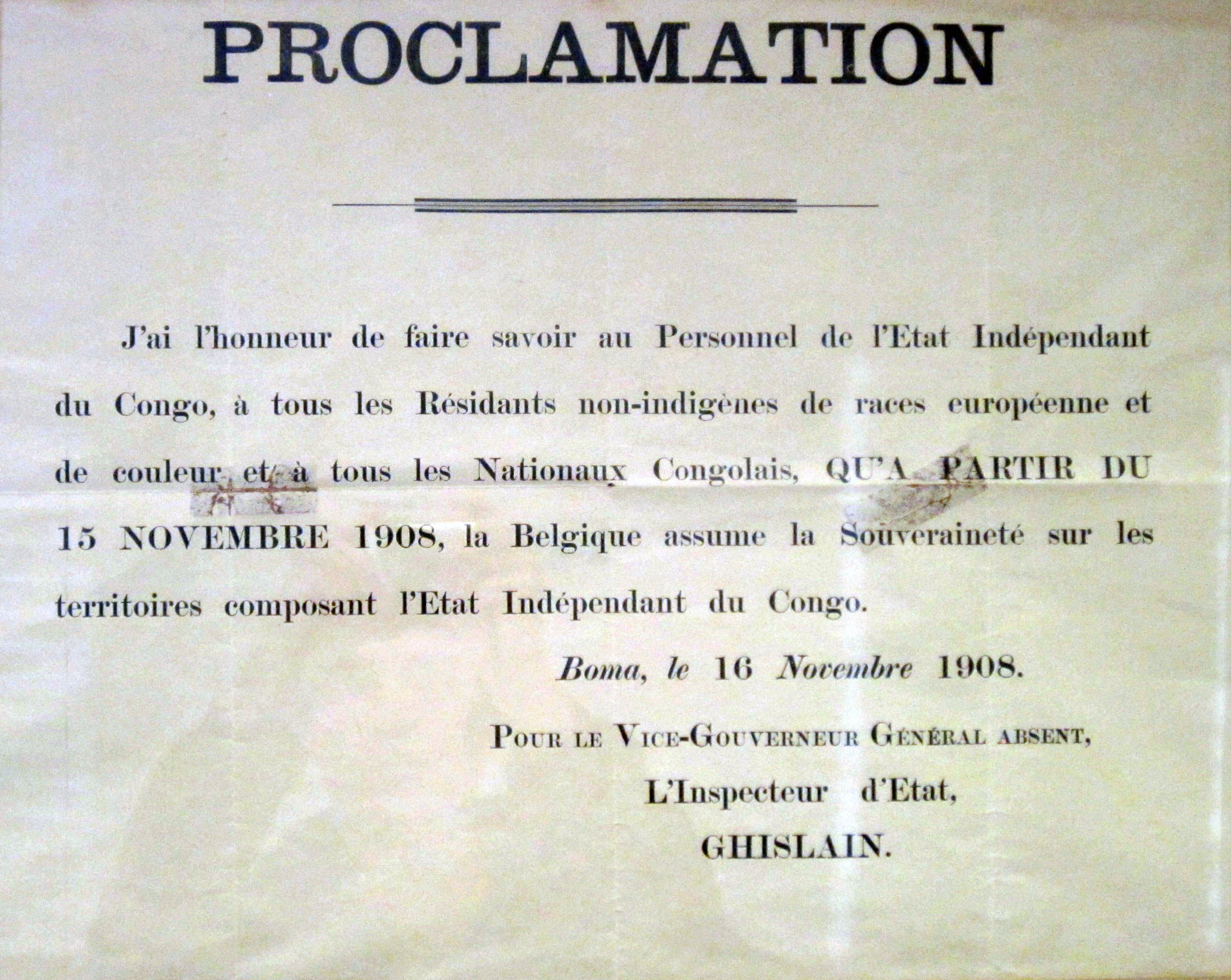
吉拉兰检察长对刚果人民的公告，宣布该领土在1908年被比利时吞并

利奥波德二世提出改革他的刚果自由邦政权，但国际舆论支持结束国王的统治，没有一个国家愿意承担这一责任。比利时显然是兼并刚果自由邦的欧洲候选国家。它就这个问题辩论了两年，并就这个问题举行了新的选举。
在国际压力下，比利时议会决定吞并刚果自由邦，并于1908年11月15日接管了其政权，成为比利时的殖民地。1908年殖民宪章概述了比属刚果的统治。尽管利奥波德二世于1909年12月17日在布鲁塞尔去世，但国际监督对刚果的特许公司来说并不是什么重大损失。到那时，东南亚和拉丁美洲已经成为成本较低的橡胶生产商。随着刚果资源枯竭的影响，国际大宗商品价格已跌至令刚果开采无利可图的水平。利奥波德在宣布对刚果自由邦拥有主权之前，已经销毁了他在刚果自由邦活动的所有证据，包括财政部和内政部的档案。利奥波德二世失去了他在那里拥有的绝对权力，但民众现在拥有的是比利时殖民政权，这个政权变得非常家长式，教会、国家和私人公司都被指示监督居民的福利。

## 遗产

利奥波德二世的骑马雕像在比利时布鲁塞尔摄政广场

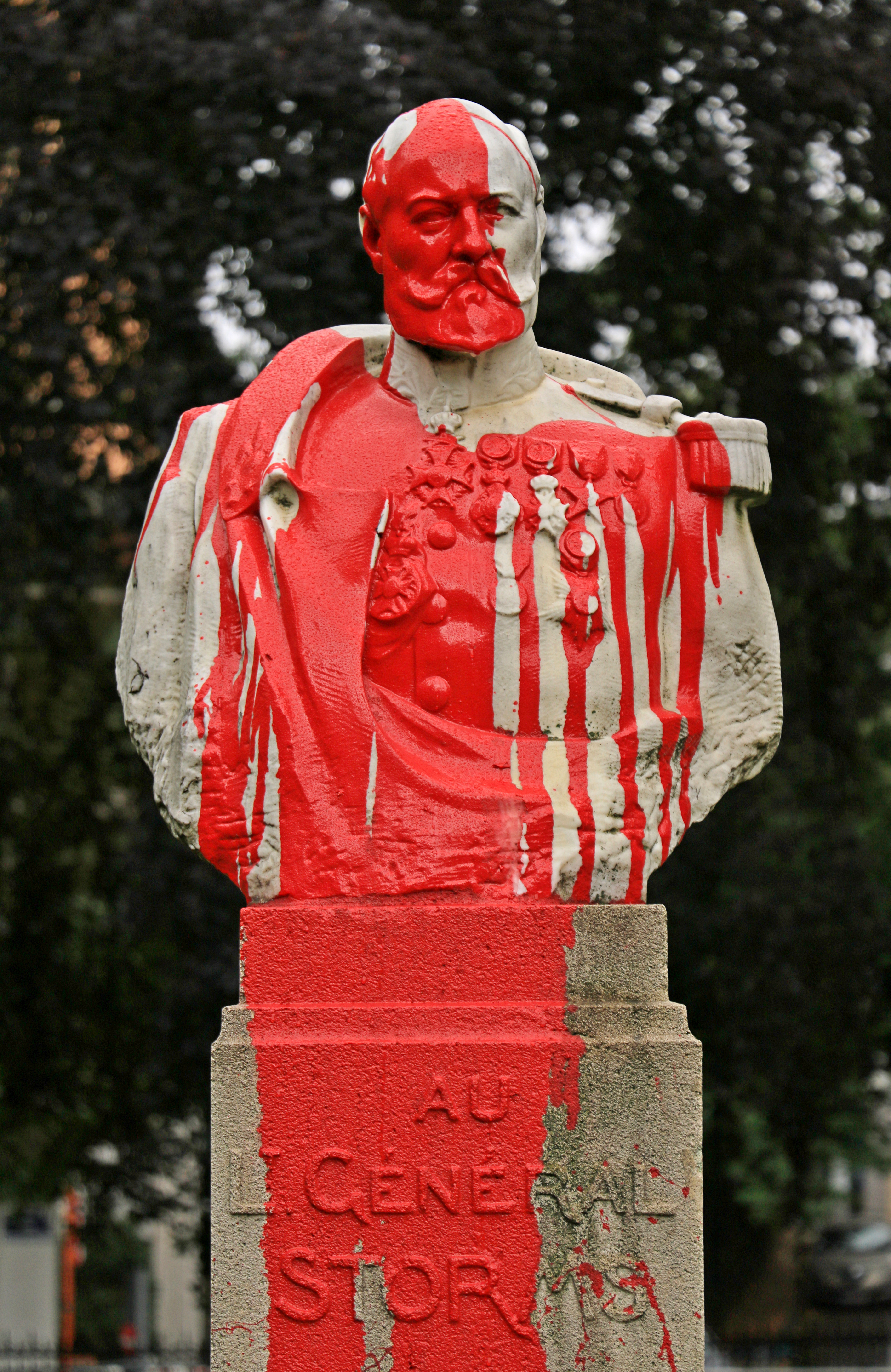
布鲁塞尔斯托姆斯将军纪念碑被喷上红色油漆，这是刚果人民鲜血的象征。

最初创建于1897年的皇家勋章奖励在刚果自由国服役期间的英雄事迹和贡献。1908年，比利时废除了刚果自由邦，这一勋章被比利时颁发，至今仍被授予勋章给别人。
1886年至1908年间，这个自由邦发行了许多邮票。这些典型地展示了野生动物、风景和土著居民的场景。
1887年至1908年铸造的硬币采用比利时标准。这些钱币从铜质生丁到银质法郎不等。较低面值的在正面有一颗星星，并被镂空，较高面值的是利奥波德二世的半身像。

### 种族灭绝的问题
1998年亚当·霍克希尔德出版了《利奥波德国王的鬼魂》，在这本书中，他写了“刚果的杀戮是种族灭绝的”，但“严格来说它不是种族灭绝”。《卫报》报道称，位于布鲁塞尔的中非皇家博物馆将资助对霍克希尔德的一些说法进行调查。一个调查小组在2002年宣布,可能以教授让·吕克·维卢特为首，原定在2004年报告其调查结果。罗伯特·韦斯伯德在2003年的《种族灭绝研究期刊》中指出，根据联合国公约，试图消灭一部分人口就足以被认定为种族灭绝。就刚果自由邦而言，这种令人无法忍受的情况将被视为种族灭绝。
报告发表后，中非皇家博物馆举办了一场名为“刚果的记忆”的展览。包括霍克希尔德在内的批评人士称，展览中存在“扭曲和回避”，并表示：“展览在一个墙板上错误地写着『刚果的种族灭绝』这是在转移人们的注意力，因为没有一位刚果著名的历史学家曾指控过种族灭绝；强迫劳动制度是不同于种族灭绝的，尽管它可能同样致命。”
2006年，一项早前提交给英国议会的动议将“利奥波德国王政权的悲剧”描述为种族灭绝，并要求比利时政府道歉。它得到了48名国会议员的签字。